# Riding shotgun
Riding shotgun er et udtryk brugt blandt andet i USA og Australien, ofte kendt fra film om det vilde vesten.
Udtrykket henviser til den vagt som var anbragt på det forreste passagersæde i en hestevogn/diligence, automobil eller andet køretøj. Vagten var som regel udstyret med et haglgevær = (shotgun på engelsk). I moderne tider betyder det også at have den bedste plads som passager i en bil, nemlig foran.